# Культура Туркменістану

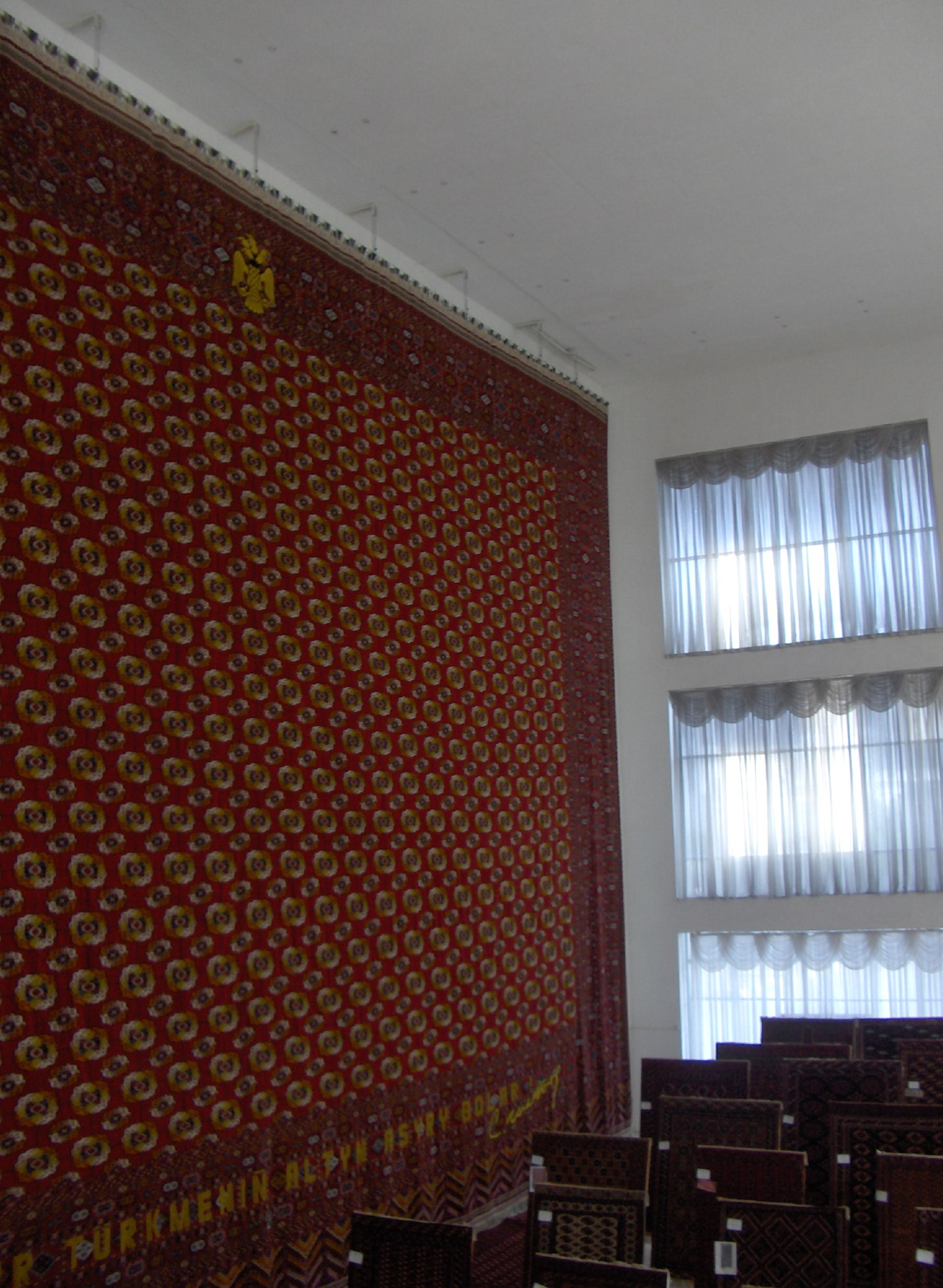
Найбільший килим у світі

Культу́ра Туркменіста́ну — культура туркменського народу та народів, які спільно проживають на території Туркменістану. Була сформована під впливом географічного положення та історії.

## Мова
Державною мовою у країні є туркменська мова. Належить туркменська мова до огузської групи тюркських мов. Також поширеними є російська, узбецька , белуджська (у деяких селах Марийської оази)  та у меншій мірі англійська мови .

## Населення
У лютому 2015 року в опозиційних виданнях з’явились публікації, в яких стверджувалось, що за переписом населення 2012 року частка туркменів в державі складає 85,6%, узбеків – 5,8%, росіян – 5,1%, решта – представники інших національностей. Загалом у Туркменістані проживає 58 національностей.

## Релігія
В Туркменістані мусульмани-суніти складають 89%, християни – 9% (православні та протестанти), решта 2% – представники інших конфесій . За офіційними даними за 2010 рік, у Туркменістані було 398 мечетей.

## Література

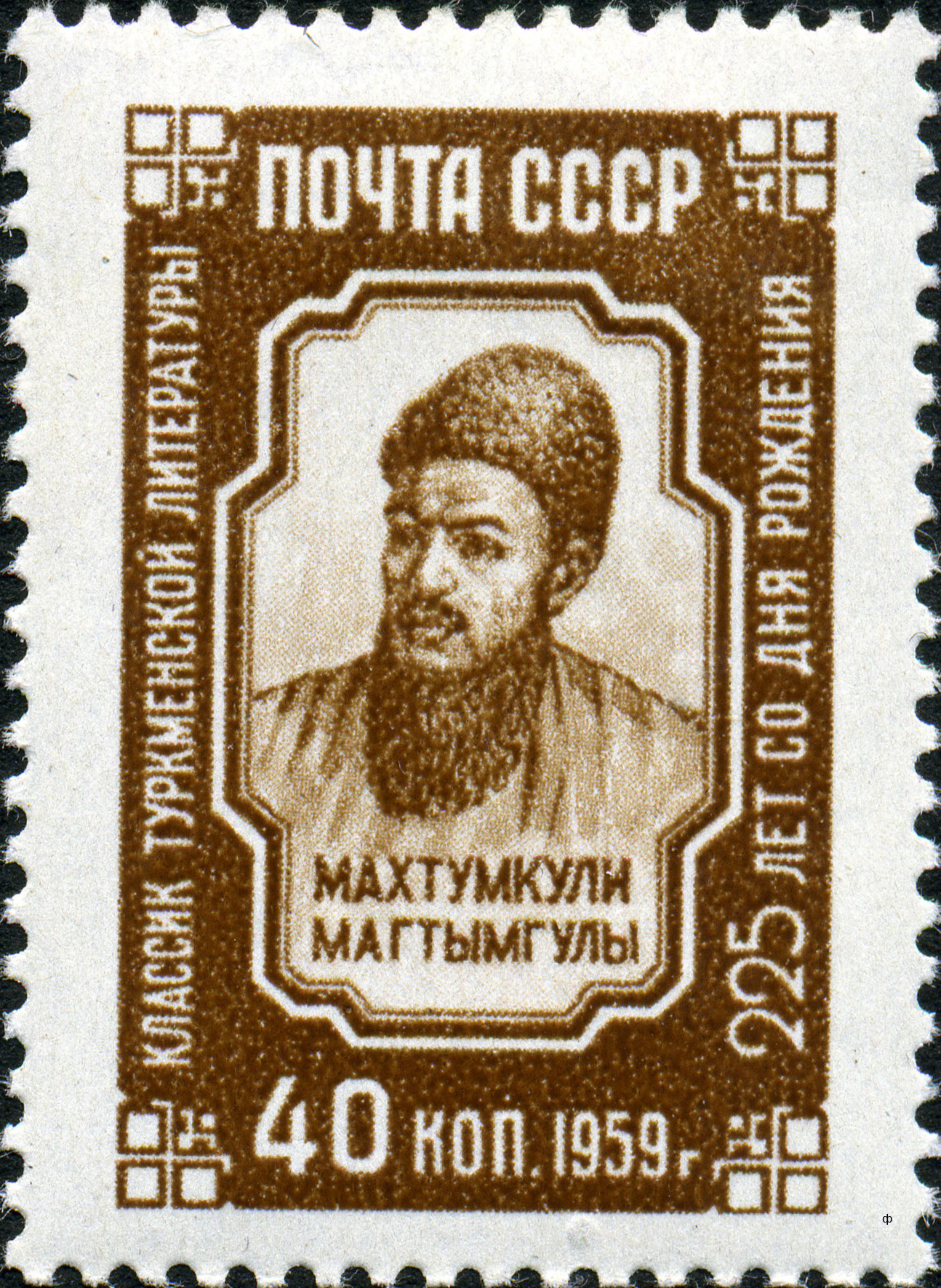
Махтумкулі
Кеміне

## Кінематограф
Туркменський кінематограф почався з кінохроніки. У 1925 році вийшла хронікальна стрічка «Проголошення Туркменської РСР». У 1926 році була організована кінофабрика. У другій половині 30-х років XX століття фільми знімали на воєнну-патріотичну тематику: «Умбар» (1935), «Радянські патріоти» (1939). З’являються перші національні актори кіно – Ашір Міляєв, С. Мурад, Кулькіші Кульмурадов. У 1938 році «Ашхабадська кінофабрика» була перейменована в «Ашхабадську кіностудію».
На початку Великої Вітчизняної війни в Ашхабад була евакуйована «Київська кіностудія». У павільйонах «Ашхабадської кіностудії» одночасно працювали кінематографісти України та Туркменістану. У цей час зняли такі фільми: «Як гартувалась сталь» (Марк Донской, 1942), «Партизани у степах України» (Ігор Савченко, 1943), «Райдуга» (Марк Донской, 1944), «Чарівний кристал» (Меред Атаханов та Абрам Народицький, 1945). Післявоєнні роки видались важкими для туркменського кінематографу. У 1948 році землетрус знищив кіностудію. Після фільму Євгена Іванова-Баркова «Далека наречена», який вийшов у 1948 році, наступний фільм вийшов лише у 1955 році. Євген Іванов-Барков вважається одним із засновників кінематографу Туркменістану. У 1958 році «Ашхабадська кіностудія» була перейменована в «Туркменфільм».
1960-ті роки стали для туркменського кінематографу роками розквіту. У 1963 році був заснований Союз кінематографістів Туркменської РСР. У той час проводились фестивалі та тижні фільмів народів СРСР.
З 1929 року до 1980 року на кіностудії Туркменістану було знято 50 повнометражних стрічок. У 90-ті роки туркменський кінематограф переживав не найкращі часи. «Туркменфільм» був взятий під жорсткий контроль влади країни. У 2007 році було організовано творче об’єднання «Туркменфільм». Кіностудія була відокремлена від телебачення.

## ЗМІ

### Друковані видання
У 2012 році у Туркменістані було 39 друкованих видань . Газети «Türkmenistan» та «Нейтральний Туркменістан» (єдина газета російською мовою) є основними друкованими виданнями та виходять 6 разів на тиждень. Засновником всіх газет в країні є президент країни. Є відомчі газети, шкільні журнали, медичні видання, журнал президента. У всіх виданнях звертається увага на досягнення президента та місцевих жителів.
З жовтня 1996 року для приватних осіб та недержавних організацій була заборонена підписка на зарубіжні газети та журнали. У 1997 році у велаятах ліквідували російські редакції газет. З 2002 року був повністю заборонений ввіз у країну російської преси. У 2008 році ця заборона була знята .
Існує примусова  підписка місцевих жителів за місцем роботи на газети та журнали.
У Туркменістані існує всього одне інформаційне агентство, яке належить державі – «Туркмен довлет хабарлари». Союз журналістів не грає значної ролі у країні .
На постійній основі видається турецька газета «Заман», яка має власну редакцію та незалежну видавничу базу.

### Електронні ЗМІ
У Туркменістані телебачення функціонує більше 50 років. Працюють 7 національних телеканалів ефірного та кабельного телебачення: «Алтин Асир», «Мірас», «Яшлик», «Туркменістан», «Туркмен овази», «Ашхабад», «Спорт». На телебаченні присутня цензура, тому телеглядачі отримують лише позитивну інформацію. Прямий ефір є відсутнім. Більшість населення використовує можливості супутникового телебачення .
Радіомовлення також є державним. Працює 4 радіостанції  з Ашхабаду на туркменській мові. У 2004 році було припинено мовлення радіостанції «Маяк» .

## Килимарство

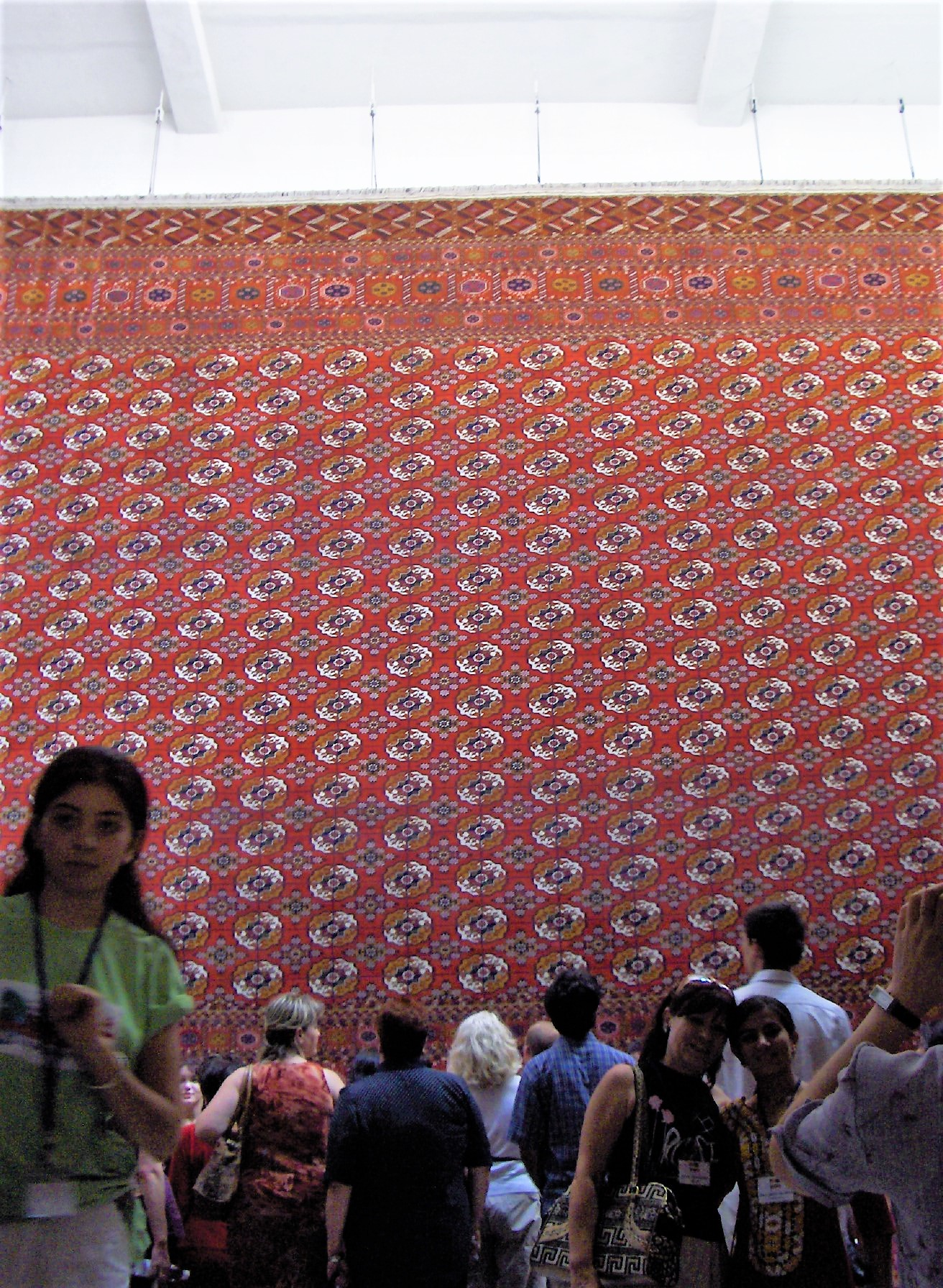
Туркменський килим-гігант з візерунками племені теке

Найбільш відомим народним ремеслом Туркменістану є килимарство. Туркменський килим є найбільш відомим килимом, який виготовляють вручну. Основними особливостями туркменського килиму є його краса, міцність та довговічність. В кінці XX століття килимарство стає в Туркменістані однією з найважливіших галузей економіки. Серед сучасних туркменських килимів виділяється найбільший у світі килим ручної роботи загальною площею 301 кв.м, який був виготовлений у 2001 році, а у 2003 році він був занесений до Книги рекордів Гіннеса . У Туркменістані килим вважається національним надбанням та символом країни.

## Кухня Туркменістану
Туркменська кухня за технологією та асортиментом продуктів є дуже близькою до кухонь інших середньоазійських народів. У туркменів страви мають власні туркменські назви, наприклад, плов називається «палов», а пельмені – «берек».

## Спорт
Багато видів боротьби у Туркменістані традиційно вважаються національними видами спорту. 
Сьогодні футбол є одним з ключових напрямків спортивної активності у країні. У 1994 році ФФТ (Футбольна Федерація Туркменістану) була прийнята в АФК та ФІФА.

## Галерея

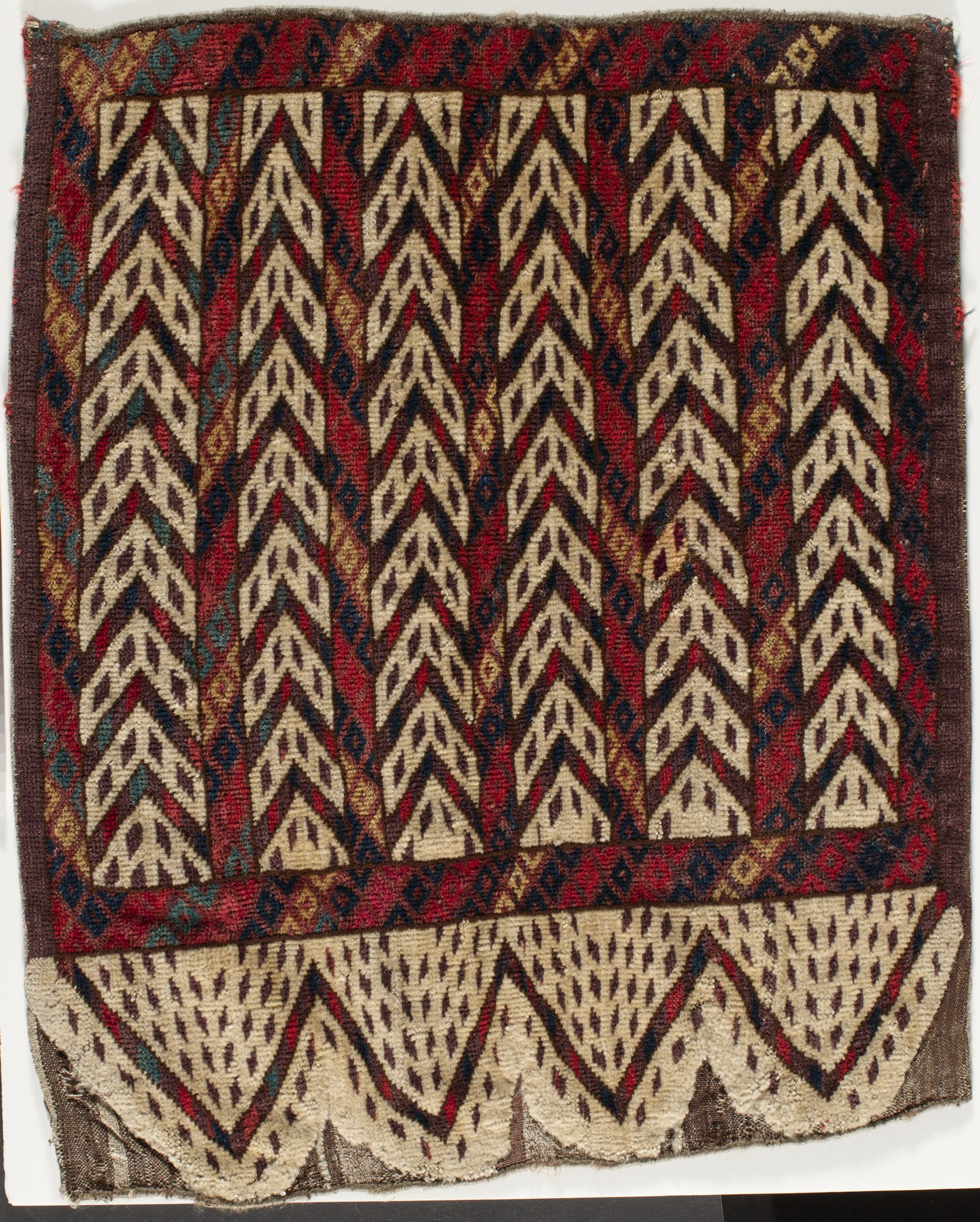
Туркменський килим
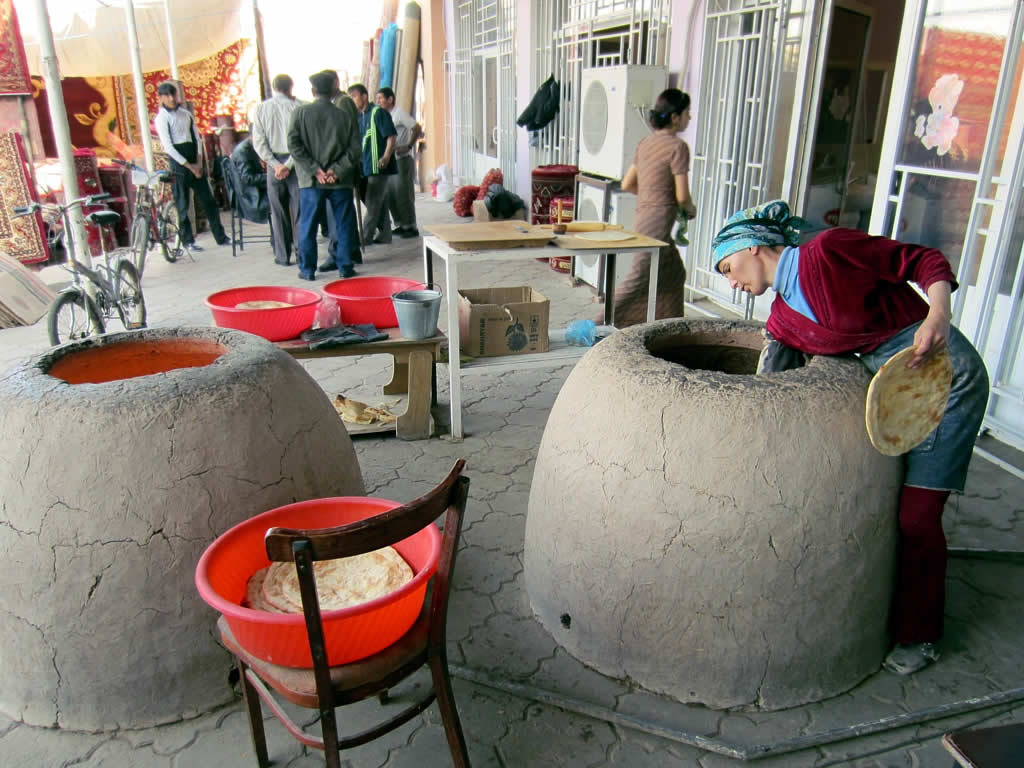
Приготування хлібу (Дашогуз)
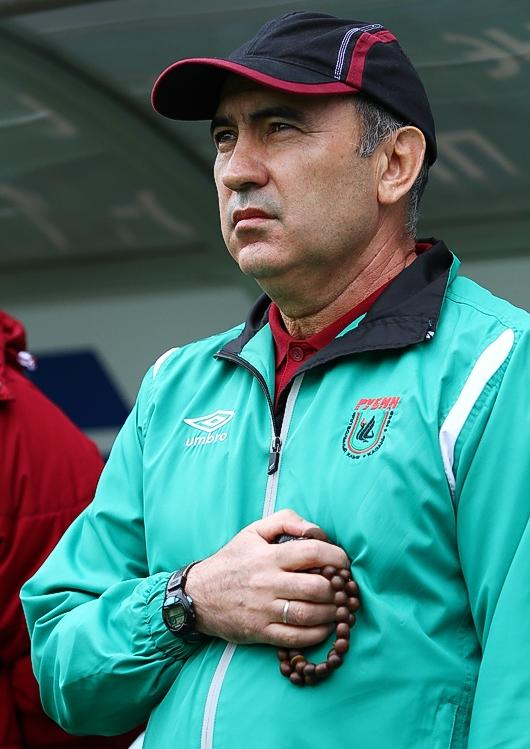
Курбан Бердиєв — відомий футбольний спеціаліст туркменського походження
Національний Олімпійський комітет Туркменістану
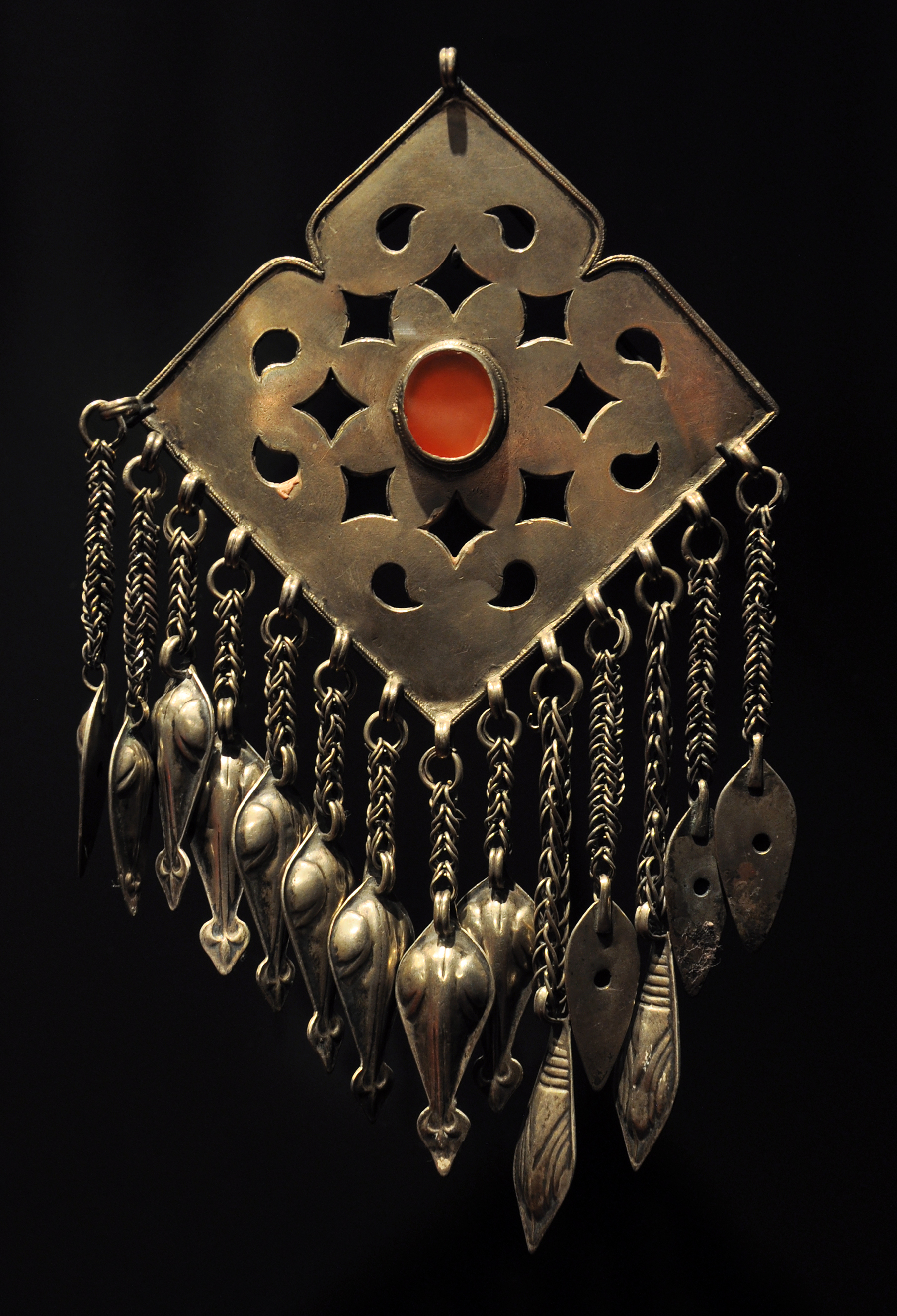
Туркменська жіноча прикраса (музей, Париж)
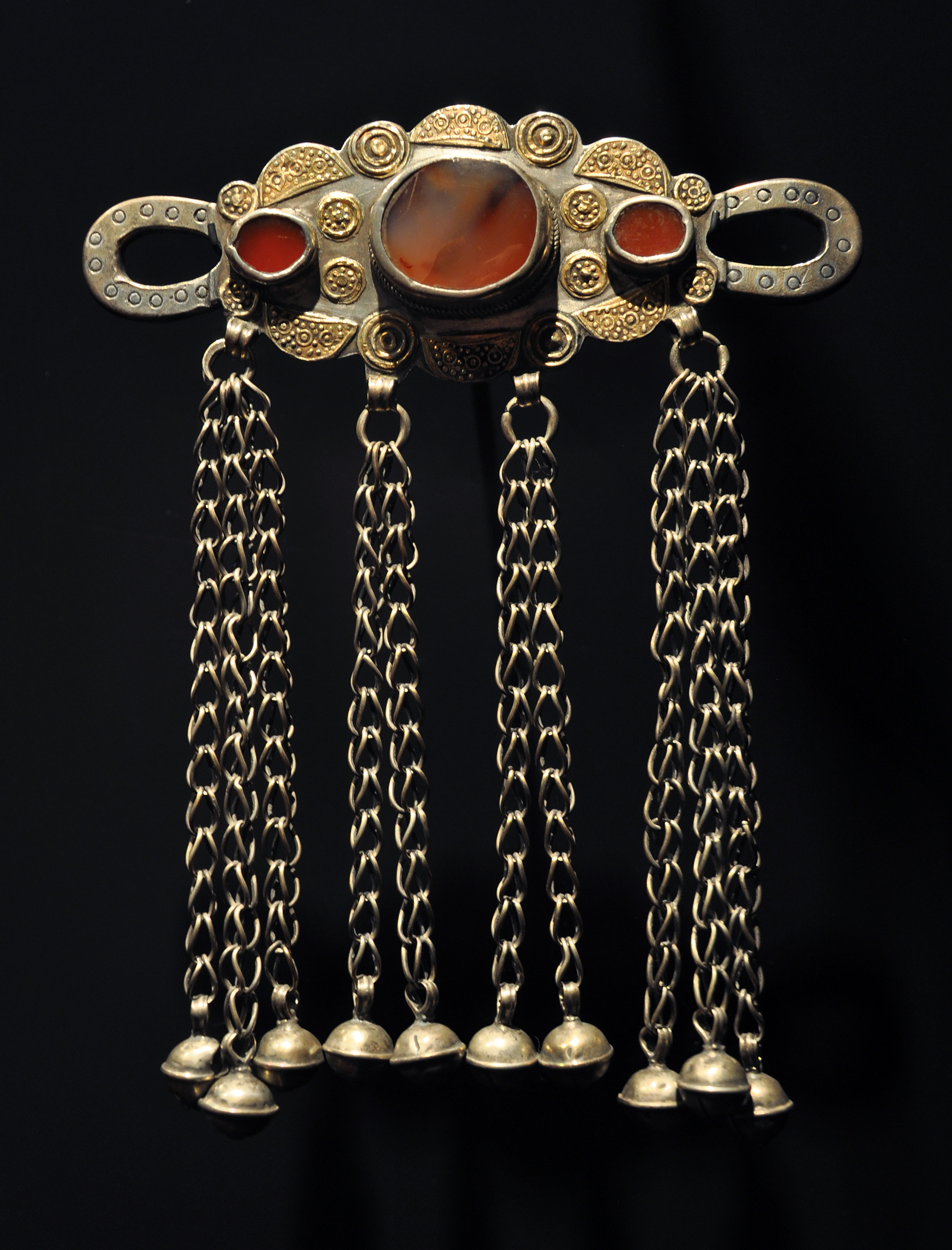
Туркменська жіноча прикраса (музей, Париж)
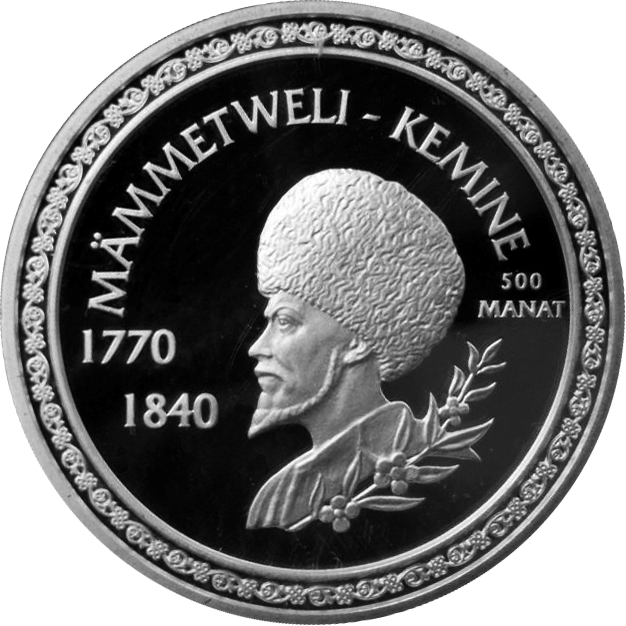
Пам'ятна монета Туркменістану 500 манат із зображенням Кеміне